# Gina Bramhill
Gina Bramhill, född 30 juli 1986, är en brittisk skådespelare.
Bramhill har bland annat medverkat i TV-serierna Tyst vittne och Flatshare. Hon har även medverkat i filmen Northern Comfort.

## Filmografi (i urval)
- 2022 – Tyst vittne (TV-serie)
- 2023 – Northern Comfort
- 2023 – Flatshare (TV-serie)